# Рытое
Ры́тое — ледниковое озеро в Смоленской области России в Демидовском районе на территории национального парка Смоленское поозерье. Через реку Ельша озеро связано с бассейном Западной Двины.
Озеро относится к ложбинным (гляцигенным) озёрам. Образовалось в результате деятельности ледниковой эрозии. Происхождение рытвин связывается с закономерным чередованием ям как результатом ежегодно возобновляющихся эрозионных процессов, а также послеледниковой деятельностью. Многие исследователи указывают на связь ложбинных озёр с доледниковыми понижениями рельефа, связывают их с древними речными долинами, тектоническими прогибами.
Озеро является одним из наиболее зарыбленных озёр национального парка. По происхождению котловина водоёма является сложной; озеро относится к мезотрофному типу.
Озеро Рытое отличается высокой численностью рыб семейства Карповые (лещ, плотва, густера, краснопёрка). Обнаружены две гибридные формы: лещ-плотва и карп-карась. Всего в озере обитает 16 видов рыб.
Озеро отличается живописными, удобными для отдыха берегами. О своём посещении озера Рытого в своей книге написал Н. Рыленков:
Я много раз слышал, что Рытое — самое большое и самое красивое озеро после Сапшо, а теперь воочию убедился в этом.
Два острова, как две большие лодки с зелеными парусами, казалось, плыли друг другу навстречу. Над нашими головами, неторопливо взмахивая большими крыльями, пролетали аисты и направились к одному из островов. Пахло водяными дудками, сухой хвоей и перезревшей земляникой. Земляники на берегу у подножия крутого холма было столько, словно кто-то нарочно высыпал её из полного кузовка. А может быть, само лето приходит отдохнуть на это место, подумалось мне. Сидит на закате, опустив босые загорелые ноги в воду, и смотрит, как на чуть розовеющую гладь наплывают сумерки, слушает, как переговариваются деревья.
Н. И. Рыленков. На озере Сапшо. — М.: Изд-во «Советская Россия», 1966. — С. 113—114